# Sophronica anteochracea
Sophronica anteochracea är en skalbaggsart som beskrevs av Stefan von Breuning 1966. Sophronica anteochracea ingår i släktet Sophronica och familjen långhorningar. Inga underarter finns listade i Catalogue of Life.